# Hanafuda

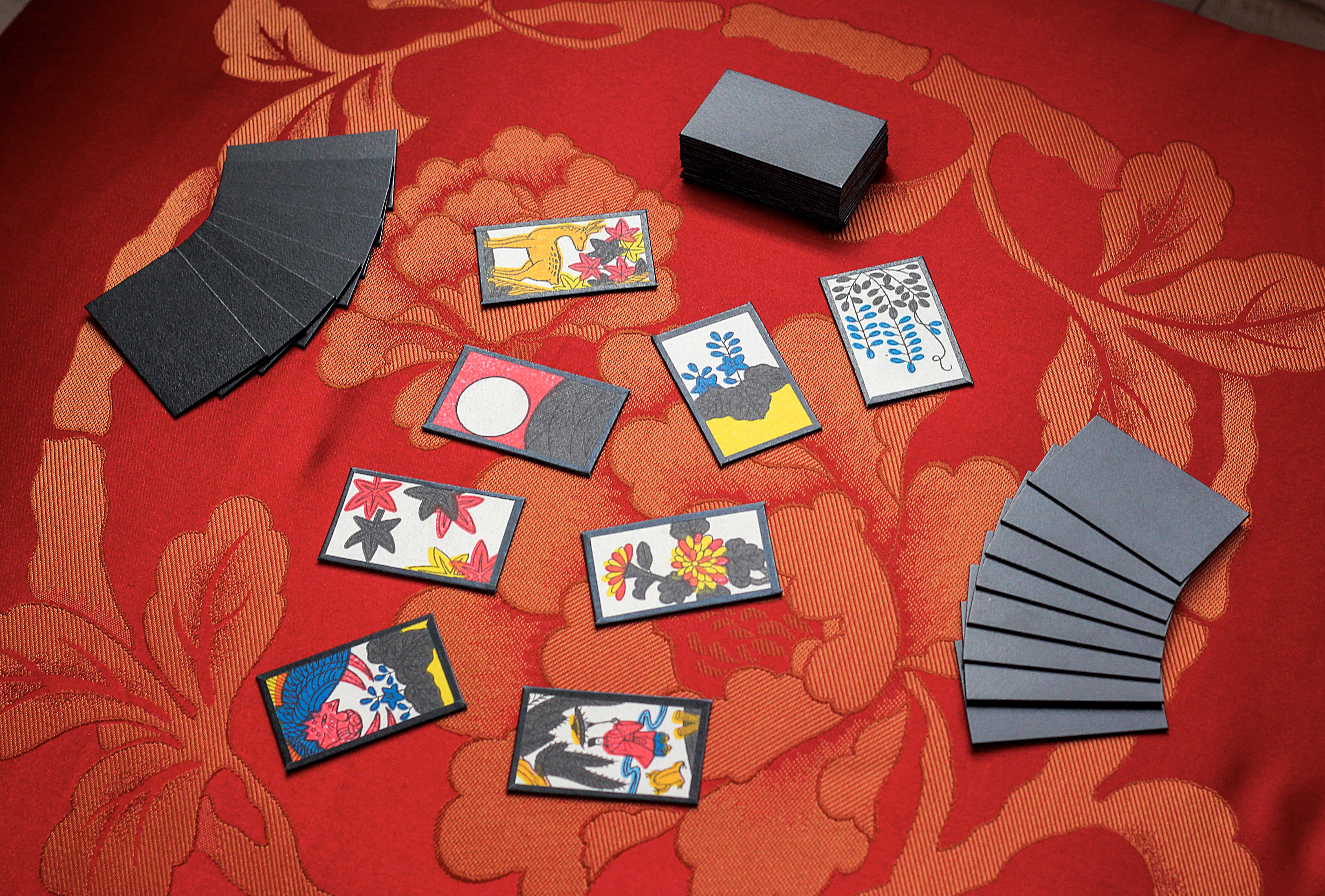
Một ván bài Koi-Koi sử dụng lá bài hanafuda.

Hanafuda (tiếng Nhật: 花札, n.đ. 'lá bài hoa') là tên một loại bài lá ở Nhật Bản. Chúng có kích thước bé hơn lá bài Tây (5,4 cm × 3,2 cm) nhưng dày và cứng hơn. Mặt trước của lá bài có hình vẽ nhiều loài cây, loài hoa, động vật, chim, mảnh giấy tanzaku (短冊) và một số đồ vật khác; có duy nhất một lá bài có hình vẽ con người ở mặt trước. Mặt sau của lá bài không có hình ảnh hay hoa văn nào mà được tô bằng màu đen hoặc màu đỏ. Bài hanafuda được dùng để chơi nhiều loại trò chơi bài, chẳng hạn như Koi-Koi hay Hachi-Hachi.

## Lịch sử
Người Bồ Đào Nha đem các bộ bài lá đến Nhật Bản vào giữa thế kỉ thứ 16. Khi ấy, bộ bài của người Bồ có 48 lá, với bốn chất và 12 cấp. Bộ bài đầu tiên mà người Nhật làm ra phỏng theo bộ bài của người Bồ được tạo ra trong thời kì Tensho (1573-1592), được gọi là Tensho Karuta. Khi ấy, trò chơi chủ đạo bằng bộ bài là một trò chơi gần giống Triunfo và Ombre. Sau khi người Nhật bế quan tỏa cảng với phương Tây vào năm 1663, những lá bài từ nước ngoài đem tới cũng bị cấm.

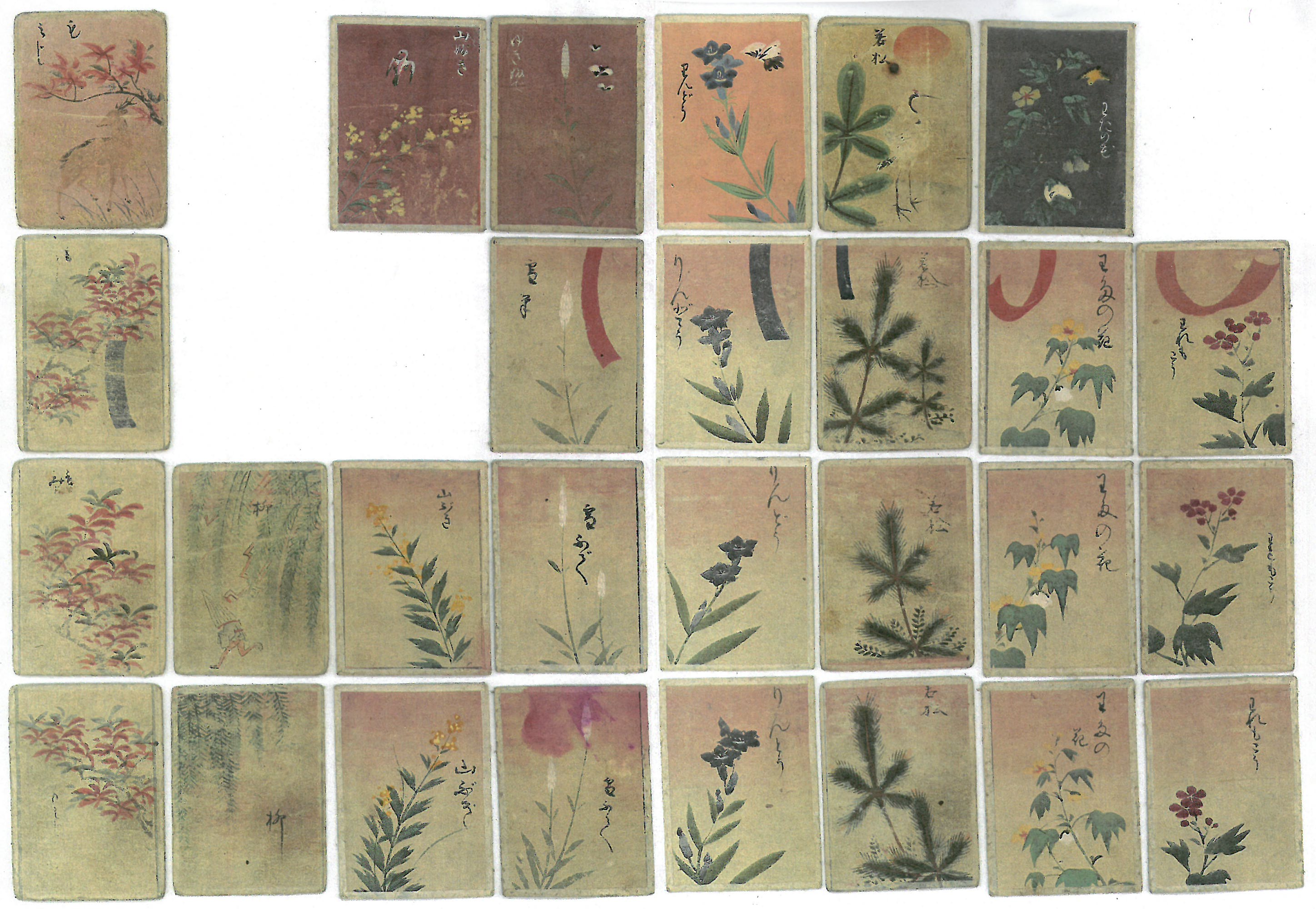
Một bộ bài hana awase từ những năm 1700, sáng tạo bởi họa sĩ Mitsunari Tosa (1646-1710) - tiền thân của hanafuda như ngày nay. Bộ bài này gồm có 100 chất bài, với 4 lá mỗi chất.

Năm 1648, chính quyền Mạc phủ Tokugawa đưa ra lệnh cấm bộ bài Tensho Karuta. Trong thời gian cấm, việc đánh bạc với các lá bài vẫn còn rất phổ biến, từ đó dẫn tới việc thiết kế các lá bài khác đi theo chu trình: mỗi lần việc đánh bạc với một bộ bài có một thiết kế nhất định trở nên quá nổi tiếng, chính quyền sẽ cấm nó, sau đó bộ bài sẽ lại được thiết kế theo một cách khác để lách luật, giống như trò chơi mèo vờn chuột. Chính tình huống này giữa chính quyền và những con bạc đã thúc đẩy việc thiết kế bộ bài trở nên tối giản và trừu tượng, nhóm những thiết kế ấy được gọi là Yomi Karuta, nổi lên sau khi một trò chơi bài giống với Poch nổi lên vào khoảng những năm 1680.
Xuyên suốt thời kì Meiwa, An'ei, Tenmei (khoảng năm 1764 - 1789), một trò chơi tên Mekuri chiếm lấy vị trí số một của Yomi, tới mức chính tên bộ bài Yomi Karuta bị đổi tên thành Mekuri Karuta. Các lá bài lại trở nên phổ biến cho việc đánh bạc, tới mức lại tiếp tục bị cấm vào năm 1791 trong thời kì Kansei. Mặt khác, Uta-garuta như Hyakunin Isshu vẫn được cho phép với mục đích giáo dục như cách để học sinh học thơ. Từ đó, để lách luật, các bộ hanafuda xưa có các câu thơ cổ trên vài lá bài để làm cho giống với Uta-garuta, cho tới ngày nay những câu thơ ấy vẫn còn xuất hiện trên những lá tanzaku. 
Phiên bản được biết tới sớm nhất có liên quan tới hana awase (một phiên bản trước hanafuda) là từ năm 1816, khi người ta ghi nhận rằng nó bị cấm do là một công cụ cờ bạc. Bộ bài khi ấy có khoảng từ 12, 20, thậm chí là 32 chất bài, mỗi chất có một lá giá trị cao, một lá tanzaku và hai lá giá trị thấp.
Sau này, khi hana awase trờ thành hanafuda như ngày nay, bộ bài thu về còn 12 chất (đại diên cho 12 tháng trong năm) với bốn giá trị mỗi chất. Phần lớn các lá bài trong bộ hanafuda là hậu duệ của bộ Mekuri, còn các lá bài hoa đến từ bộ Yomi (mà còn tồn tại được tới thế kỷ thứ 20). Mặc dù bộ bài này vẫn có thể sử dụng được cho việc đánh bạc, thiết kế và cấu trúc của nó bất tiện hơn những bộ bài khác như Kabufuda. Bắt đầu từ thời kì Thiên hoàng Minh Trị, các trò chơi bài mới được chính quyền cho phép. 

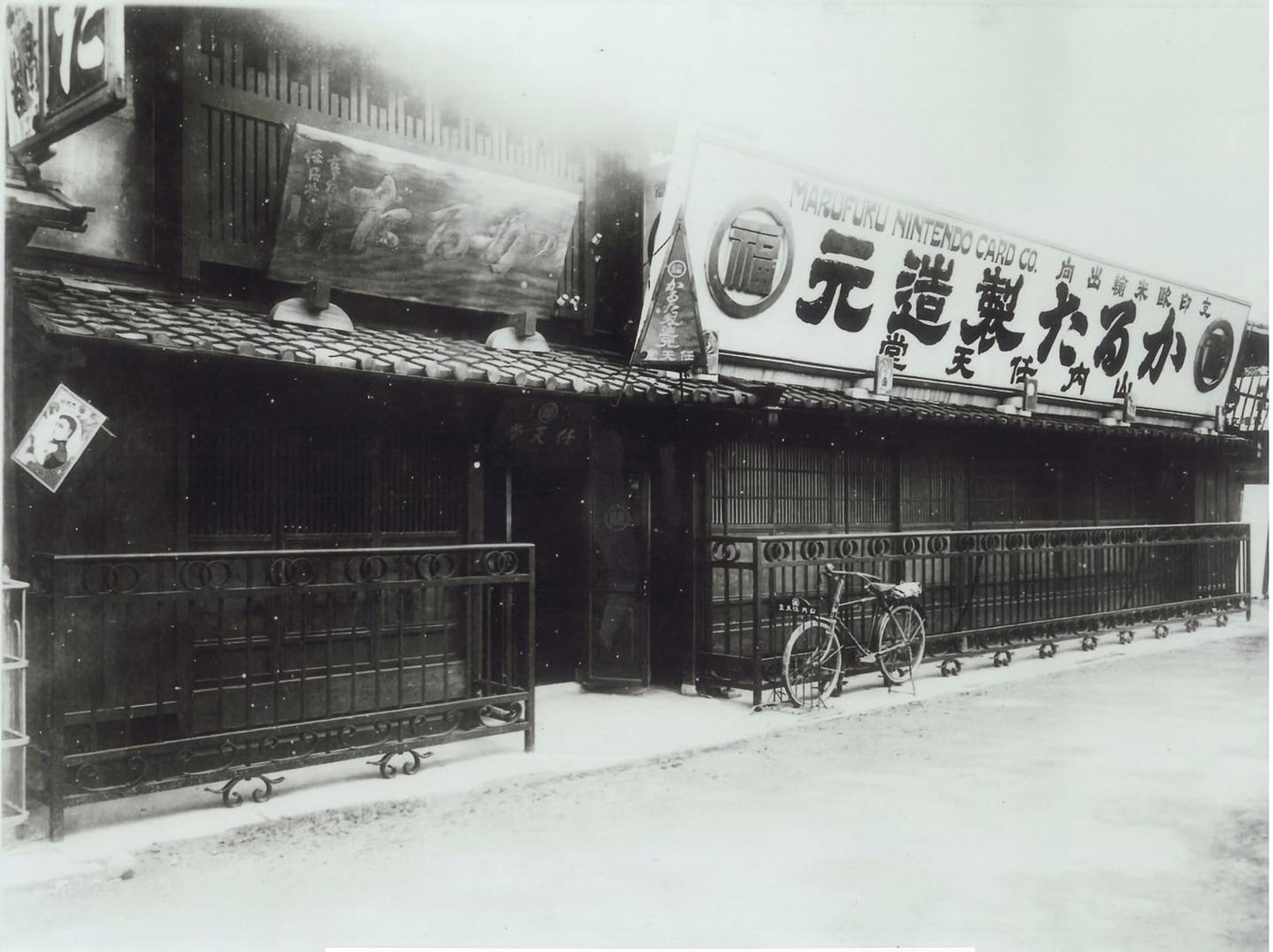
Trụ sở của công ty sản xuất bài Marufuku Nintendo ở Shimogyō, Kyōto.

Năm 1889, Yamauchi Fusajirō sáng lập ra Nintendo với mục đích sản xuất và kinh doanh các bộ bài hanafuda thủ công. Mặc dù đã chuyển trọng tâm sang trò chơi video từ những năm 1970, Nintendo tiếp tục sản xuất bài ở Nhật Bản, với những bộ lấy chủ đề Mario, Pokémon hay Kirby. Trò chơi Koi-Koi chơi trên bộ bài hanafuda cũng xuất hiện trên Clubhouse Games trên Nintendo DS, hay Clubhouse Games: 51 Worldwide Classics trên Nintendo Switch. Tuy nhiên, dù đa số các bộ bài hanafuda hiện đại ở Nhật Bản được sản xuất bởi Oishi Tengudo (1800) hay Nintendo (1889), vẫn có rất nhiều công ty khác tham gia vào việc sản xuất hanafuda như Angel, Tamura Shogundo, Matsui Tengudo, v.v...
Hanafuda cũng được đem tới Hàn Quốc vào cuối những năm 1890, và tới Hawaii vào đầu những năm 1900. Từ đó, ở Hàn Quốc và Hawaii cũng tự sản xuất những bộ hanafuda cho riêng mình, thậm chí còn thay đổi các hình ảnh nguyên gốc từ Nhật Bản để phù hợp với văn hóa bản địa của họ. Thậm chí để tiếp cận với phương Tây, có những bộ bài kết hợp cả hanafuda với bài Tây.

## Lá bài
Một bộ bài hanafuda có tổng cộng 48 lá bài, được phân thành 12 chất đại diện cho 12 tháng trong năm. Mỗi một chất có 4 lá bài và được gán cho một loài hoa hay loài cây. Bên cạnh đó, bộ bài hanafuda còn có thêm một lá bài trống để thay thế khi cần. Trong bộ bài hwatu của Hàn Quốc còn có những lá joker (조커패) được dùng để thưởng điểm.
Bảng dưới đây trình bày cách phân loại cũng như giá trị của từng lá bài. Nên chú ý rằng mỗi trò chơi bài khác nhau thì có cách phân loại khác nhau cũng như gán giá trị cách khác nhau cho từng lá bài. Chẳng hạn, trong trò chơi Hachi-Hachi, tất cả 4 thẻ theo tháng 11 được coi là thẻ kasu (1 điểm), còn trong trò chơi Sakura thì giá trị các lá bài được định cách khác.
| Tháng / chất Hoa / Cây        | Hikari (20 điểm) | Hikari (20 điểm)                          | Tane (10 điểm) | Tane (10 điểm)       | Tanzaku (5 điểm) | Tanzaku (5 điểm)    | Kasu (1 điểm) | Kasu (1 điểm) |
| ----------------------------- | ---------------- | ----------------------------------------- | -------------- | -------------------- | ---------------- | ------------------- | ------------- | ------------- |
| Tháng Một Cây thông           |                  | Con sếu và Mặt trời                       |                |                      |                  | Tanzaku với câu thơ |               | 2 lá          |
| Tháng Hai Hoa mơ              |                  |                                           |                | Vành khuyên Nhật Bản |                  | Tanzaku với câu thơ |               | 2 lá          |
| Tháng Ba Hoa anh đào          |                  | Cái rèm                                   |                |                      |                  | Tanzaku với câu thơ |               | 2 lá          |
| Tháng Tư Hoa tử đằng          |                  |                                           |                | Chim cu cu           |                  | Tanzaku trống không |               | 2 lá          |
| Tháng Năm Hoa diên vĩ         |                  |                                           |                | Cầu Yatsuhashi       |                  | Tanzaku trống không |               | 2 lá          |
| Tháng Sáu Hoa mẫu đơn         |                  |                                           |                | Bươm bướm            |                  | Tanzaku màu xanh    |               | 2 lá          |
| Tháng Bảy Mã biên thảo        |                  |                                           |                | Heo rừng             |                  | Tanzaku trống không |               | 2 lá          |
| Tháng Tám Cây chè vè          |                  | Trăng tròn                                |                | Con ngỗng            |                  |                     |               | 2 lá          |
| Tháng Chín Hoa cúc            |                  |                                           |                | Chén rượu sake       |                  | Tanzaku màu xanh    |               | 2 lá          |
| Tháng Mười Cây phong          |                  |                                           |                | Con hươu             |                  | Tanzaku màu xanh    |               | 2 lá          |
| Tháng Mười một* Cây liễu      |                  | Ono no Michikaze hay hình một người cầm ô |                | Chim én              |                  | Tanzaku trống không | (Sấm sét)     | 1 lá          |
| Tháng Mười hai* Cây hông lông |                  | Phượng hoàng                              |                |                      |                  |                     |               | 3 lá          |

* Trong bộ bài hwatu của Hàn Quốc, các chất của tháng 11 và tháng 12 được gán ngược lại.

### Ý nghĩa của văn bản tiếng Nhật
Một vài lá bài hanafuda có chứa văn bản tiếng Nhật. Thời xa xưa, người ta viết các câu thơ lên lá bài hanafuda để ngụy trang chúng cho giống như loại bài lá uta-garuta (n.đ. 'bài lá câu thơ'); tuy vậy hiện nay thì phần chữ viết trên các lá bài đã được giản lược. Bên cạnh các ví dụ như mấy lá bài bên dưới, thì các lá bài kasu của chất theo tháng 12 thường có thêm tên và con dấu của nhà sản xuất, tương tự như quân át bích trong bộ bài Tây.
| Lá bài | Mô tả |
| ------ | --- |
|        | akayoroshi (あかよろし akayoroshi, "màu đỏ là màu tốt lành") với chữ ka được viết theo kiểu hentaigana là 𛀙                                |
|        | mi-Yoshino (みよしの mi-Yoshino, "Yoshino xinh đẹp") nhắc đến thị trấn Yoshino, tỉnh Nara, nổi tiếng với loài cây anh đào lai Somei-Yoshino |
|        | kotobuki (寿 kotobuki, "sống lâu") |